# Kochholz
Kochholz ist eine Ortschaft und eine Katastralgemeinde der Marktgemeinde Dunkelsteinerwald, Niederösterreich.

## Geografie
Die Rotte befindet sich sechs Kilometer östlich von Schönbühel an der Donau und sechs Kilometer südlich von Gansbach. Kochholz ist über die Landesstraßen L5359 und L5361 erreichbar. In der Ortschaft Kochholz liegen der Weiler Dürnberg die Streusiedlung Im Liagl und die in älteren Verzeichnissen genannte Lage Wieshof. Am 1. Jänner 2024 gab es in der Ortschaft 90 Einwohner.

## Geschichte
Im Franziszeischen Kataster von 1821 ist Kochholz mit drei Gehöften verzeichnet. Laut Adressbuch von Österreich waren im Jahr 1938 in Kochholz zwei Gastwirte, drei Müller, ein Sägewerk, ein Schneider und einige Landwirte ansässig. Bis zur Konstituierung der Gemeinde Dunkelsteinerwald war der Ort ein Teil der damaligen Gemeinde Gerolding.